# Kima africana
Kima africana là một loài nhện trong họ Salticidae.
Loài này thuộc chi Kima. Kima africana được Elizabeth Maria Gifford Peckham & George William Peckham miêu tả năm 1902.